# Salon aéronautique international de Berlin
Pour les articles homonymes, voir ILA.
Le salon aéronautique international de Berlin (en allemand : Internationale Luftfahrtausstellung Berlin (ILA)) est un salon aéronautique ayant lieu les années paires avec le salon de Farnborough.

## Galerie de photographies

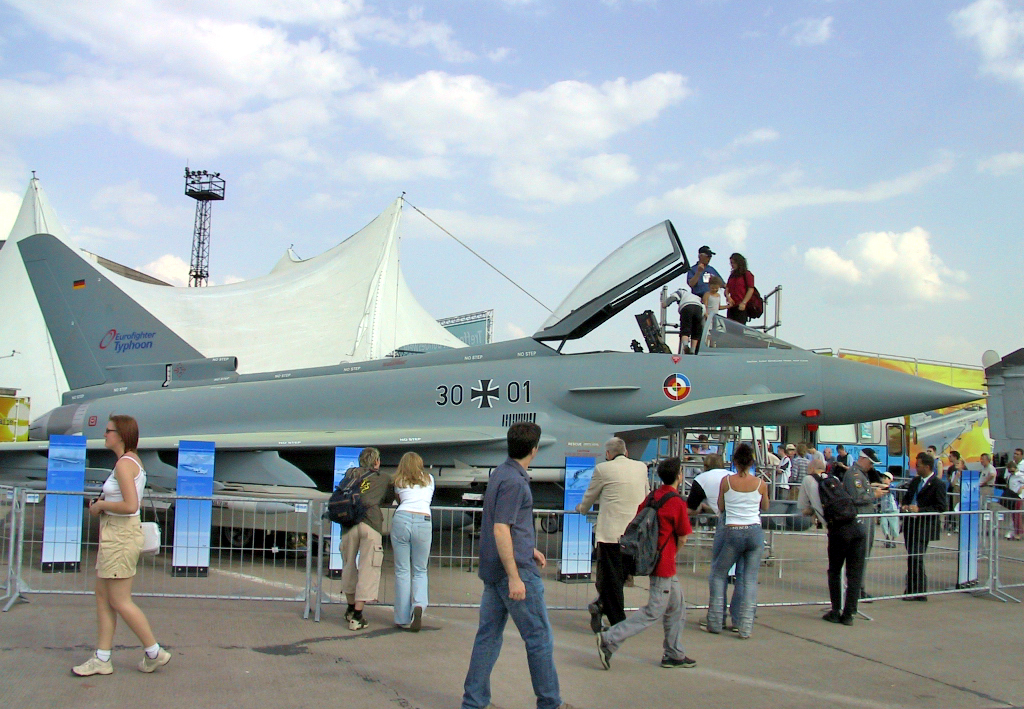
Eurofighter Typhoon à l'ILA 2002
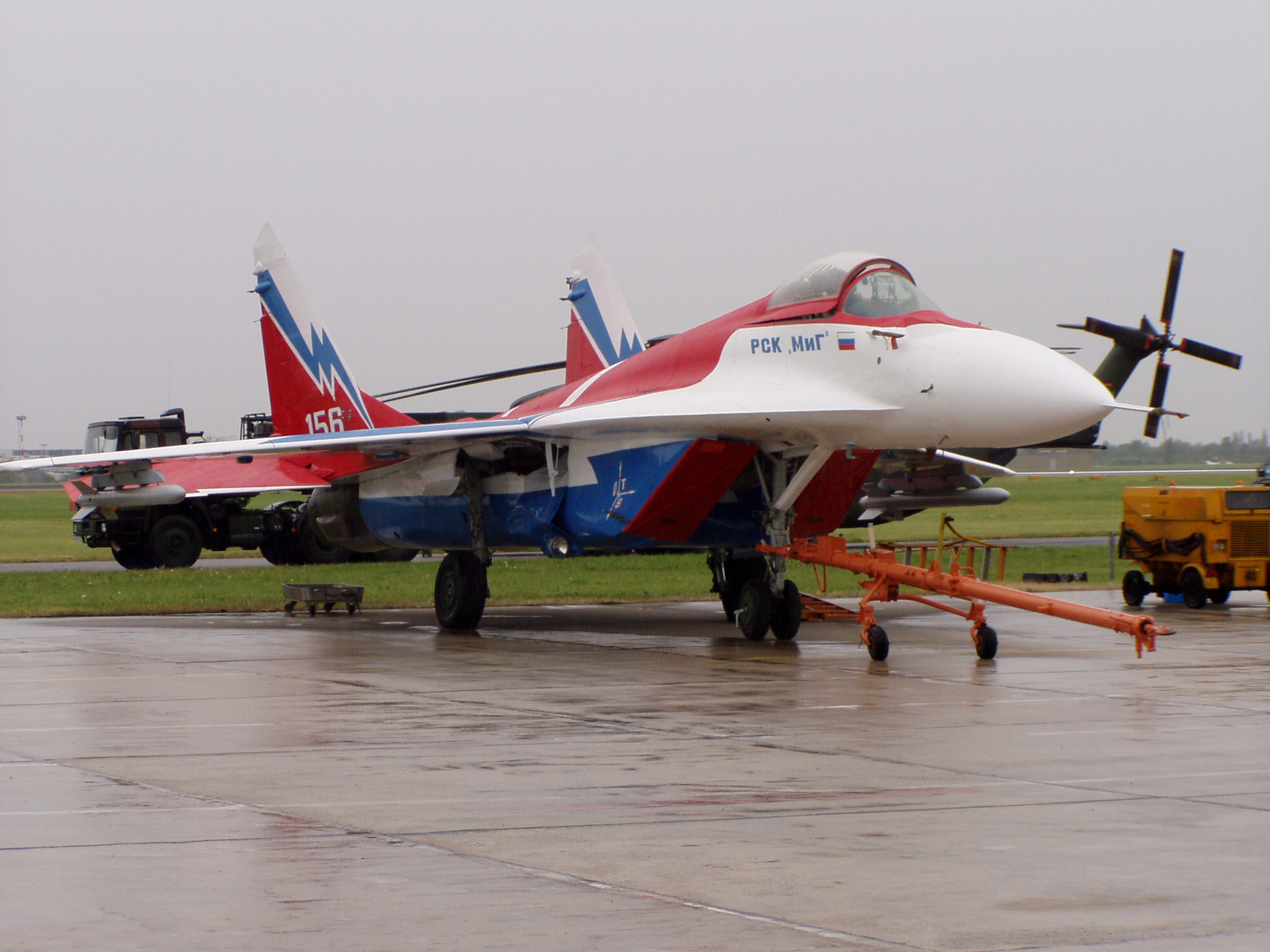
Mig29M-OVT à l'ILA 2006
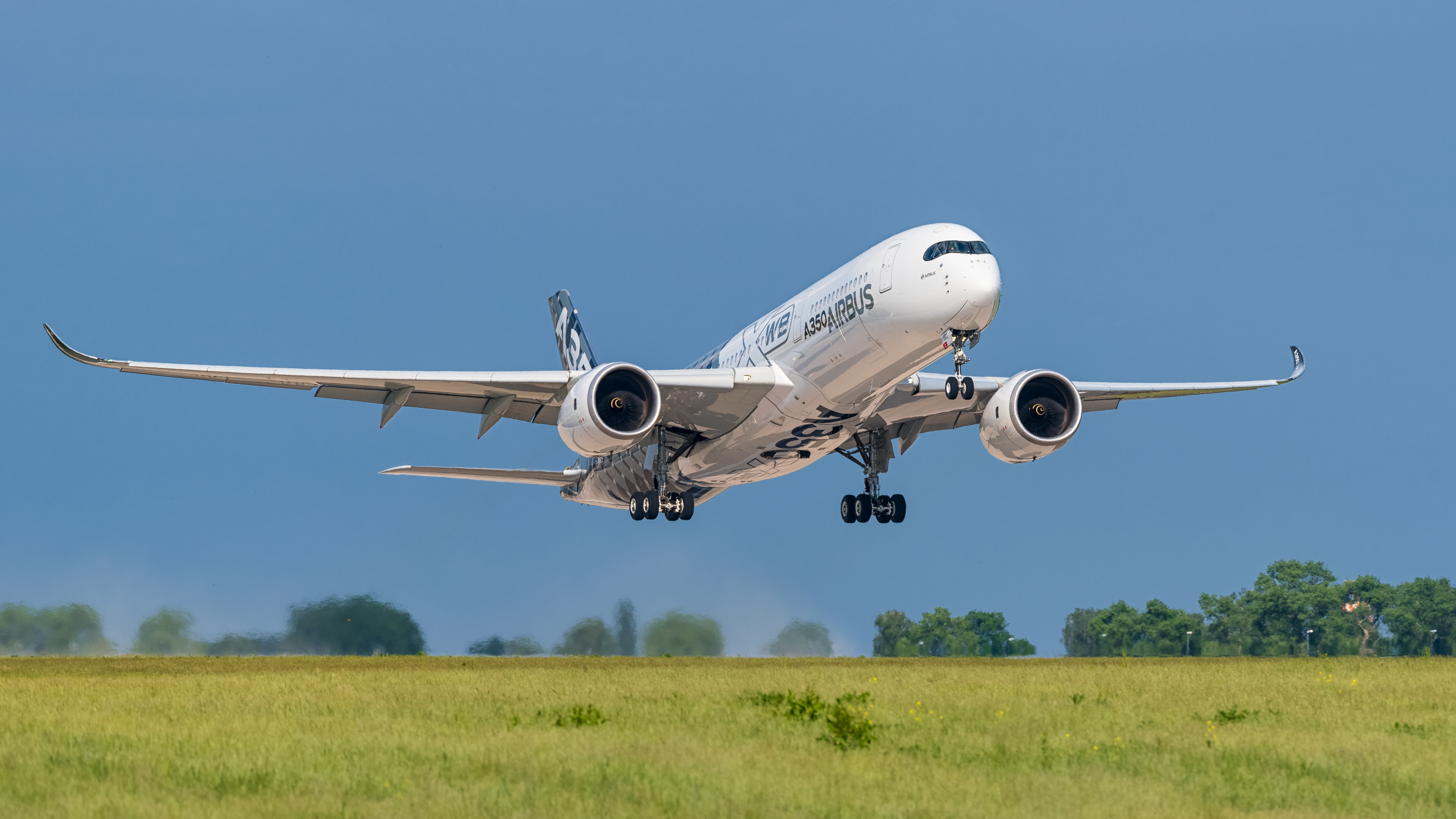
Un Airbus A350-941 au salon aéronautique 2016
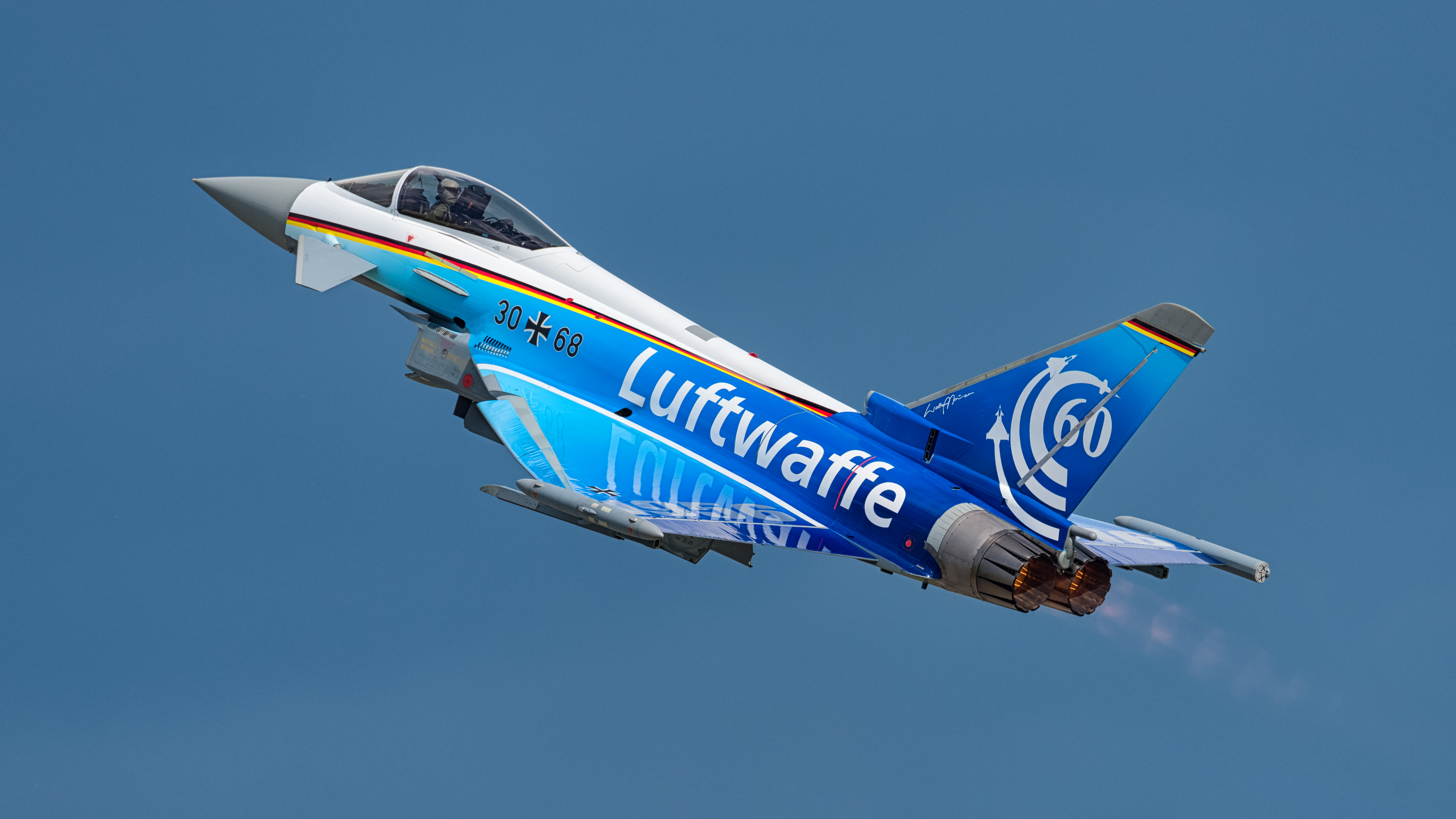
Un Eurofighter Typhoon EF2000 de la Luftwaffe au Salon 2016.
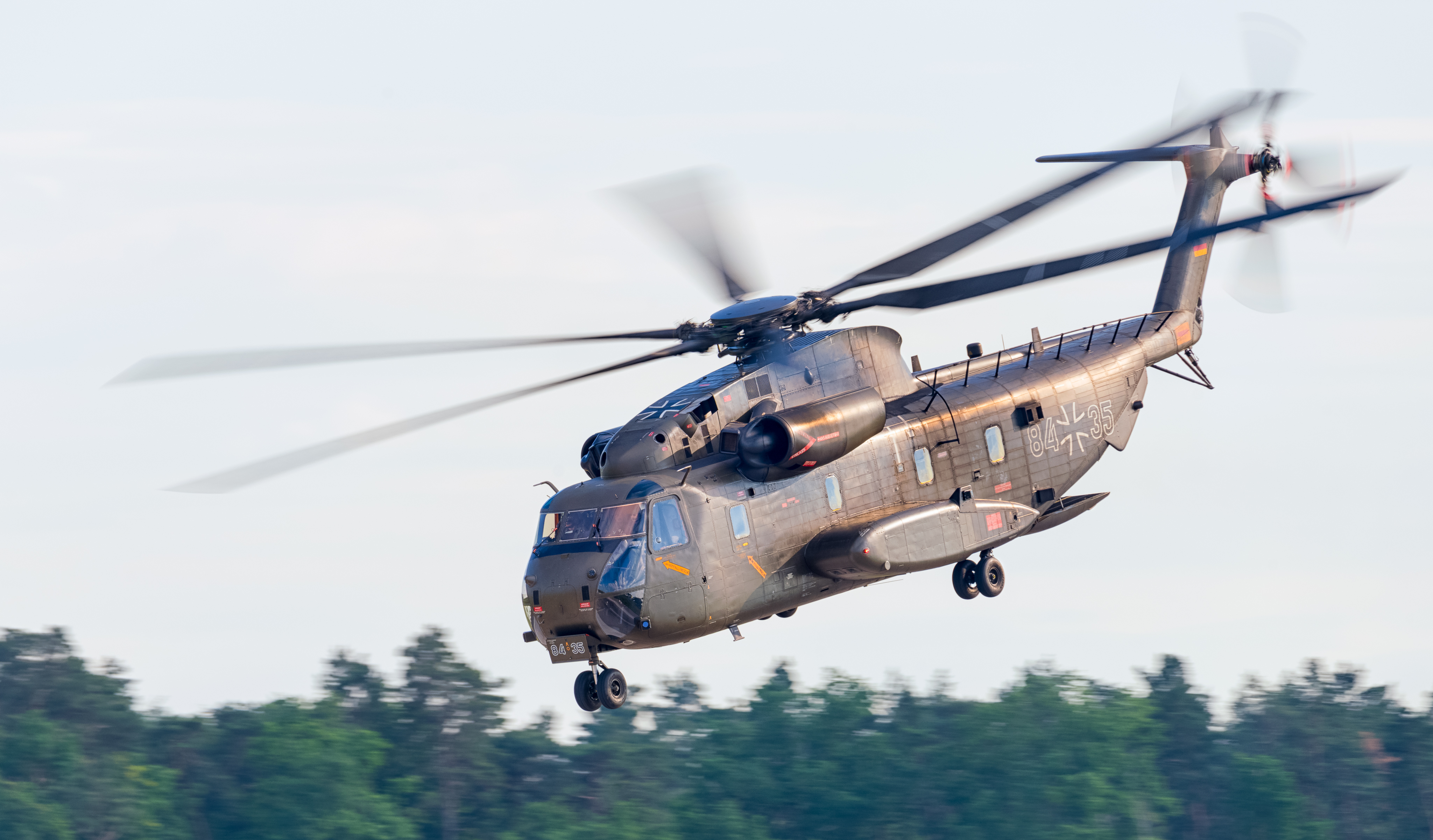
Un Sikorsky CH-53 Sea Stallion au salon 2016.